# Cereskrydset
Cereskrydset er det uofficielle navn på et lyskryds på Vesterbro i Aarhus. Krydset er opkaldt efter det nedlagte Ceres-bryggeri, som lå på den sydlige side af krydset. Cereskrydset består af to lyskryds, der næsten ligger oven i hinanden. Cereskrydset ligger hvor Silkeborgvej, Viborgvej, Thorvaldsensgade og Vesterbrogade mødes.
Nord for krydset ligger Botanisk Have.
56°9′26.42″N 10°11′37.71″Ø / 56.1573389°N 10.1938083°Ø